# Abbrand (Feststoffverbrennung)

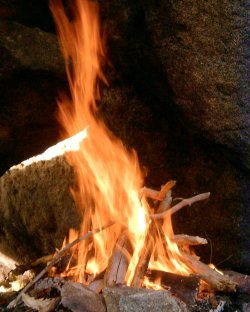
Lagerfeuer sind ein typisches Beispiel für oberen Abbrand

Der Abbrand ist das strömungstechnische Verbrennungsprinzip bei der Verfeuerung grober Feststoffe wie Brennholz, zum Beispiel in Lagerfeuern, offenen Kaminen, in Kaminöfen und Heizkesseln. Je nach Richtung des Zustroms von frischer Luft und des Ableitens von Verbrennungsgasen wird beim Abbrand unterschieden zwischen Durchbrand, sowie oberem und unterem Abbrand. Die Art des Abbrandes ist in erster Linie bestimmt durch die Konstruktionsform der Feuerstelle.

## Durchbrand
Beim Durchbrand wird Luft per Rostfeuerung durch das Brennmaterial hindurch geführt. So wird der gesamte Brennstoff auf einmal erhitzt und brennt auch gleichzeitig ab. Diese Art der Feuerung wird in klassischen Kaminöfen angewandt.

## Oberer Abbrand
Beim oberen Abbrand wird Luft von der Seite an das Brandgut geleitet. Auf diese Weise wird die Gasfreisetzung gebremst. Eingesetzt wird diese Technik in Kachelöfen, Grundöfen und ähnlichem.

## Unterer Abbrand
Hier strömen die heißen Abgase nicht nach oben, sondern sie werden durch eine maschinelle Lüftung nach unten oder zu den Seiten der Feuerstelle gezwungen, wo sie in einer sekundären Kammer ausbrennen. So wird jeweils nur die unterste Schicht des Brennstoffs verbrannt. Der untere Abbrand teilt die Verbrennung in eine Trocknungs- und Vergasungszone und in eine Ausbrandzone. Diese Feuerungsmethode ist ausführlicher im Artikel Holzvergaserkessel erklärt.

## Abbrand von Explosivstoffen
In der Spreng- und Waffentechnik wird auch bei der beabsichtigten Verbrennung eines treibenden Explosivstoffs im Ladungsraum einer Waffe von Abbrand gesprochen. Dabei entsteht mit einer Abbrandgeschwindigkeit zwischen 5 und 1000 m/s eine schiebende Wirkung auf ein Projektil und kein zerstörender Effekt.